# Luttringhausen (Bantorf)
Luttringhausen ist eine Ortslage des Stadtteils Bantorf der Stadt Barsinghausen in der Region Hannover in Niedersachsen.

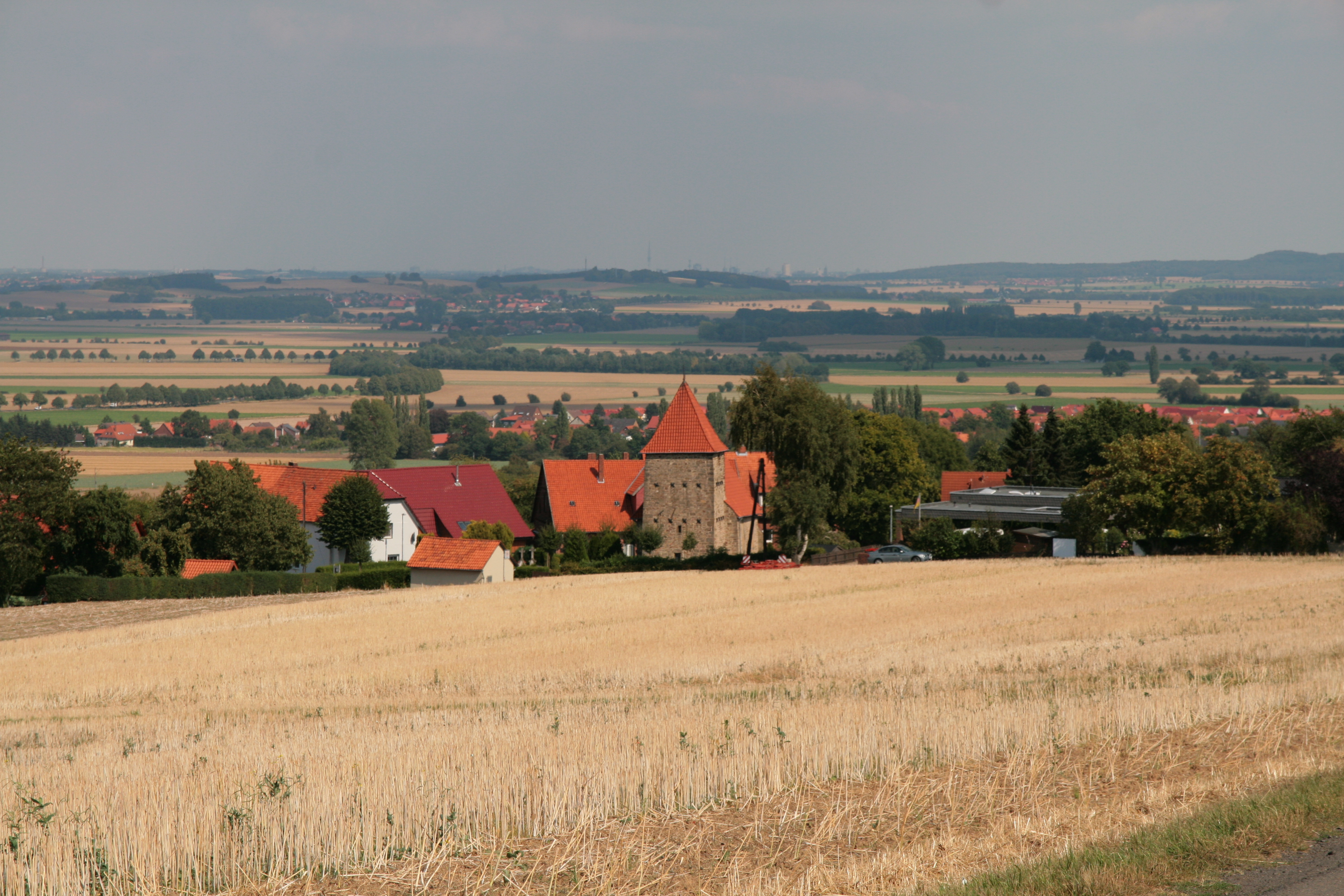
Blick von der Bantorfer Höhe auf Luttringhausen

## Geographie
Luttringhausen liegt als südlicher Teil des aus mehreren Dörfern zusammengewachsenen Ortes Bantorf am Nordwesthang des Deisters.

## Geschichte

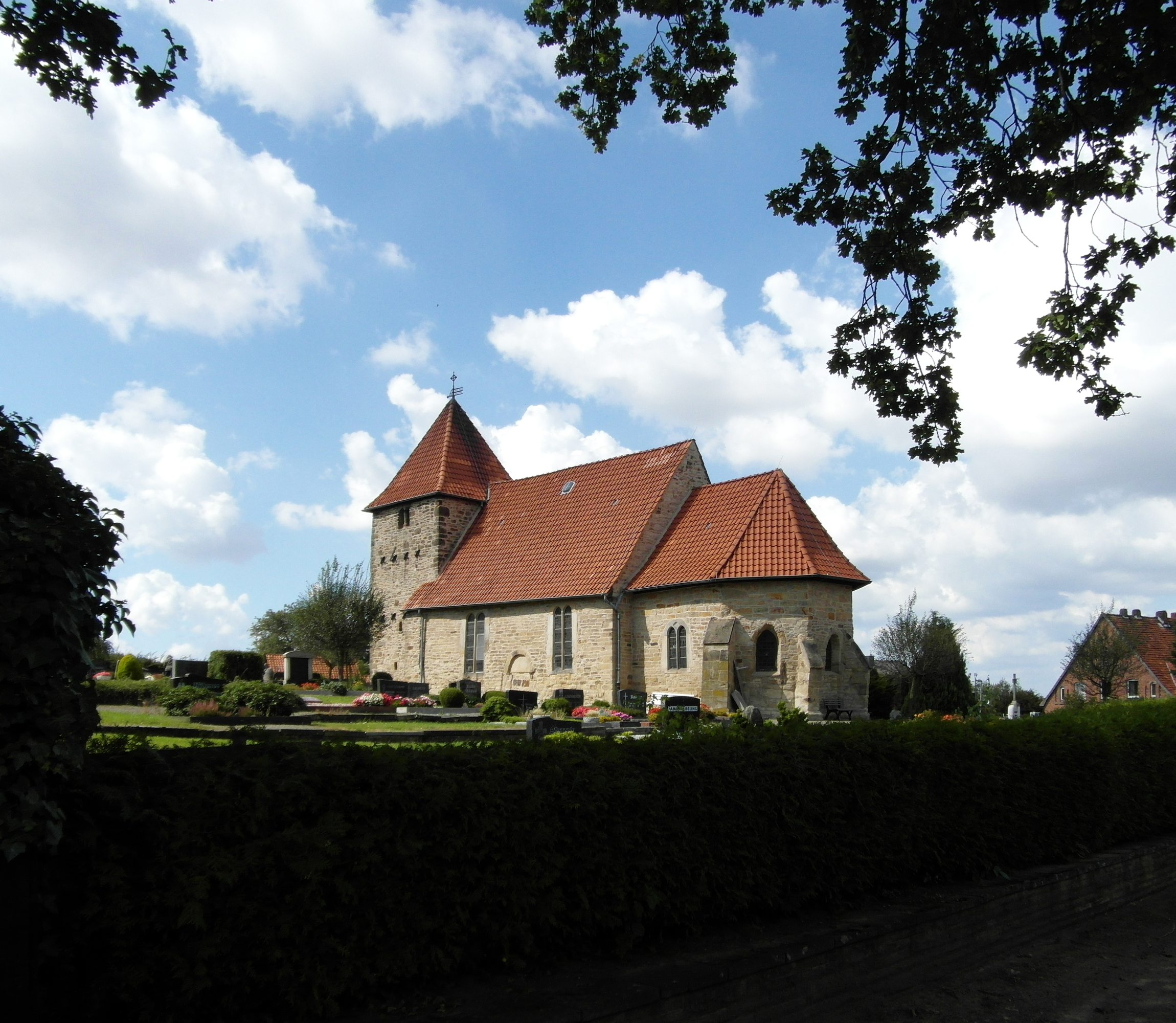
Die St.-Alexandri-Kirche in der Ortslage Luttringhausen

Luttringhausen wird in einem 1226 geschriebenen Lehensregister des Luthard von Meinersen als Lutterinchusen erwähnt. Die Grafen von Hallermund schenkten 1303 ihre Besitzungen in Lutheringhehusen dem Kloster Barsinghausen. Loteringhehusen war um 1330 eine der Ortschaften, die Besitzanteile am Deister hatten. Die Grafen von Pyrmont schenkten 1357 das Patronatsrecht der Kirche St. Alexandri dem Kloster Barsinghausen.
Etwa seit dem Jahr 1700 wurden Luttringhausen und die Nachbardörfer Ebbinghausen nördlich und Bantorf nordwestlich am Deisterhang von Behörden als ein Ort Bantorf behandelt. Erst durch Zuzug von Einwohner mit dem im 19. Jahrhundert aufblühenden Bergbau wuchsen die drei Siedlungen allmählich zusammen. Die Einwohnerzahl von Bantorf stieg dabei von 307 im Jahr 1821 auf 751 im Jahr 1905. Die für ganz Bantorf zuständige Kirchengemeinde trug noch bis Ende 1963 den Namen Luttringhausen.

## Sehenswürdigkeiten
Die im Wesentlichen aus dem 16. Jahrhundert stammende St.-Alexandri-Kirche steht auf Fundamentresten eines Vorgängerbaus aus dem 12. Jahrhundert. Sie ist wie das benachbarte ehemalige Pfarrhaus denkmalgeschützt.